# Ajoku Obinna
Ajoku Obinna (* 11. November 1984) ist ein nigerianischer Fußballspieler.

## Karriere
Ajoku Obinna spielte von 2007 bis 2012 in Vietnam bei den Vereinen Dược Nam Hà Nam Định FC, Boss Bình Định und CLB XM Fico Tây Ninh. 2013 wechselte er nach Thailand. Hier unterschrieb er einen Vertrag beim Pattaya United FC in Pattaya. Für Pattaya stand der 13-mal in der ersten Liga, der Thai Premier League, auf dem Spielfeld. 2014 wechselte er zum Ligakonkurrenten Air Force Central. Für den Bangkoker Verein spielte er dreimal in der ersten Liga. Mitte 2014 ging er nach Malta. Hier unterschrieb er einen Vertrag bei den Tarxien Rainbows in Tarxien. Seit Mitte 2015 ist er vertrags- und vereinslos.